# Mircea Muthu
Mircea Muthu (n. 1 ianuarie 1944, Iernut, România) este un  eseist, critic și istoric literar român.

## Biografie
Este licențiat al Facultății de Filologie a Universității „Babeș-Bolyai” din Cluj (1967). Își susține doctoratul în litere, în 1976, cu teza Balcanismul în literatura română pînă în secolul al XIX-lea. Este profesor universitar la Facultatea de Litere din Cluj. A fost decan al aceleiași facultăți și prorector al Universității „Babeș-Bolyai”. Debutul absolut în revista „Tribuna” (1967). Debutul editorial cu volumul de critică literară Orientări critice (1972). A colaborat la „Echinox”, „Tribuna”, „Jurnalul literar”, „Études Balkaniques”, „Synthesis”, „Révue des Études Sud-Est europeenes”, „South-East Monitor” etc. Rubrici permanente: Orientalia în „Echinox” (1970-1980); Moaie până în culoarea… în „Tribuna” (1988-1989); Literatura Sudului în „Jurnalul literar” (1997-1998).

## Volume publicate

### Critică literară, eseistică
- Orientări critice, 1972
- Literatura română și spiritul sud-est european, 1976
- La marginea geometriei, 1979
- Paul Zarifopol între fragment și construcție, 1982
- Permanențe literare românești în perspectivă comparată, 1986
- Alchimia mileniului, 1989
- Liviu Rebreanu sau paradoxul organicului, 1993; 1998
- Cântecul lui Leonardo, 1995
- Călcâiul lui Delacroix, 1996
- Făt-Frumos și vremea uitată, 1998 (în colaborare cu Maria Muthu)
- Dinspre Sud-Est, 1999 (versiune franceză, 2001)
- Lucian Blaga – dimensiuni răsăritene, 2000; 2002
- Balcanologie, vol. I, 2002, vol. II, 2004, vol. III, 2007[4]
- Balcanismul literar românesc, 3 vol., 2002
- Studii de estetică românească, vol. I, 2005
- Alchimia mileniului. Interferențe culturale, ediția a doua, revăzută și adăugită, 2008

### Versuri
- Esențe, versuri, 1994
- Grafii, versuri , 2004

### Volume colective
- Scriitori români. Mic dicționar, 1978
- Dicționarul scriitorilor români, vol. I-IV, 1995-2000
- Dicționar esențial al scriitorilor români, 2001
- Dicționar analitic de opere literare românești,  vol. I-IV, 1998-2004.

### Ediții
- A îngrijit ediții din Anton Pann (1973), Liviu Rebreanu (1976), Henri Jacquier (1991), Radu Stanca (1997), Eugeniu Sperantia (1997), Al. Dima (2002)

## Premii și distincții
- Ordinul național Pentru merit, în grad de cavaler (2000)
- Ordre des Palmes Académiques, în grad de cavaler (2001), pentru servicii aduse culturii franceze.

## Afilieri
- Membru al Uniunii Scriitorilor din România